# Kimberley Mickle
Kimberley Mickle (Perth, 28 dicembre 1984) è una giavellottista australiana.
In carriera ha vinto un argento ai campionati mondiali di Mosca 2013; ha un personale di 66,60 m.

## Palmarès
| Anno | Manifestazione    | Sede           | Evento                 | Risultato | Misura  | Note                          |
| ---- | ----------------- | -------------- | ---------------------- | --------- | ------- | ----------------------------- |
| 2001 | Mondiali allievi  | Debrecen       | Lancio del giavellotto | Oro       | 51,83 m |                               |
| 2002 | Mondiali juniores | Kingston       | Lancio del giavellotto | 9ª        | 50,01 m |                               |
| 2006 | Commonwealth      | Melbourne      | Lancio del giavellotto | 4ª        | 58,18 m |                               |
| 2009 | Mondiali          | Berlino        | Lancio del giavellotto | 14ª (q)   | 57,46 m |                               |
| 2010 | Commonwealth      | Delhi          | Lancio del giavellotto | Argento   | 60,90 m |                               |
| 2011 | Mondiali          | Taegu          | Lancio del giavellotto | 5ª        | 61,96 m |                               |
| 2012 | Olimpiadi         | Londra         | Lancio del giavellotto | 17ª       | 59,23 m |                               |
| 2013 | Mondiali          | Mosca          | Lancio del giavellotto | Argento   | 66,60 m | Miglior prestazione personale |
| 2014 | Commonwealth      | Glasgow        | Lancio del giavellotto | Oro       | 65,96 m | Record dei Giochi             |
| 2015 | Mondiali          | Pechino        | Lancio del giavellotto | 22ª (q)   | 59,83 m |                               |
| 2016 | Giochi olimpici   | Rio de Janeiro | Lancio del giavellotto | 22ª (q)   | 57,20 m |                               |

## Altre competizioni internazionali
2014
- 4ª in Coppa continentale ( Marrakech), lancio del giavellotto - 61,33 m